# Zentrales Mahngericht

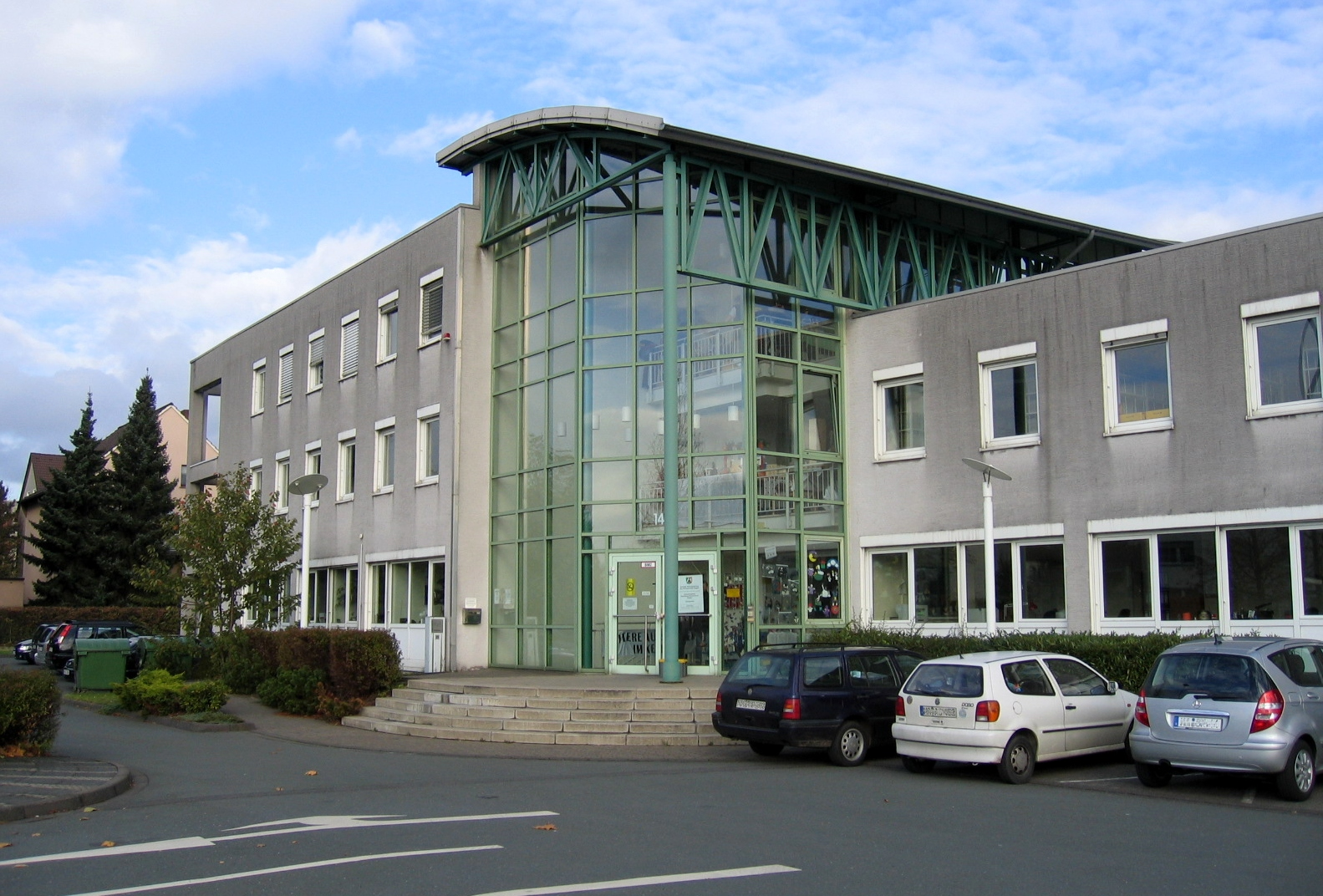
Gebäude der Mahnabteilung des Amtsgerichts Hagen

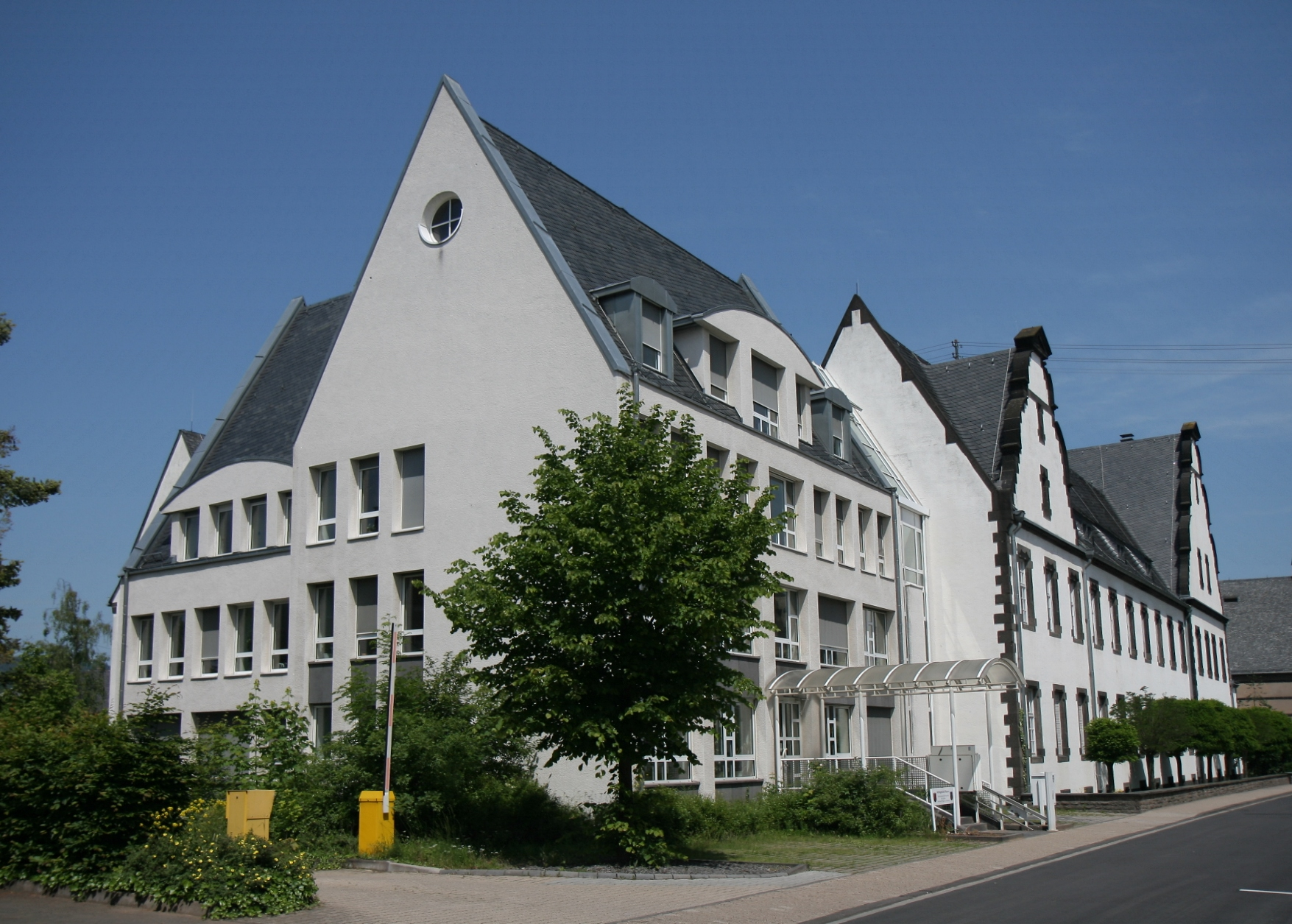
Gebäude der Mahnabteilung des Amtsgerichts Mayen

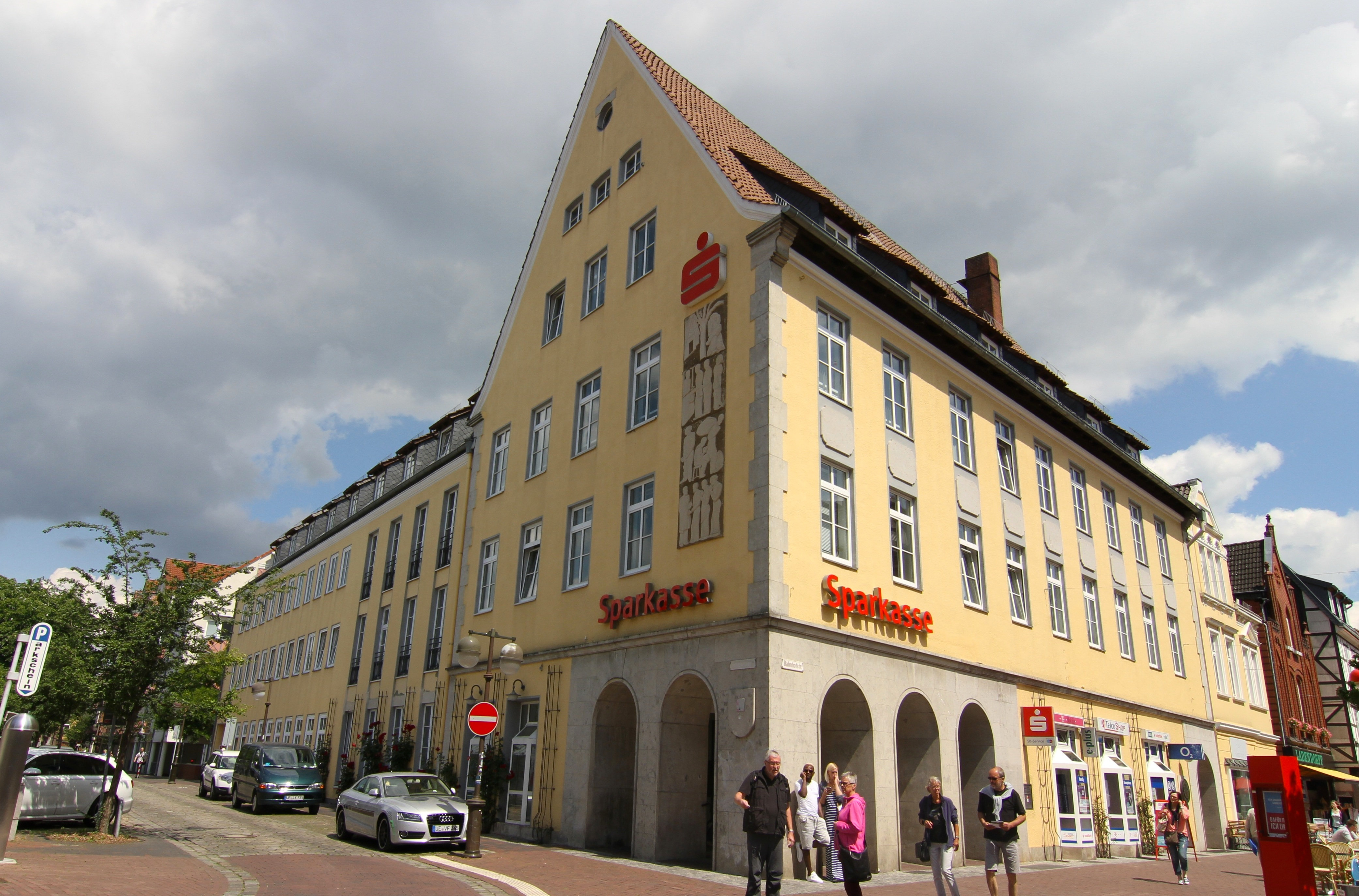
Gebäude der Mahnabteilung des Amtsgerichts Uelzen

Das Zentrale Mahngericht oder Gemeinsame Mahngericht ist die Abteilung eines Amtsgerichts, in der Mahnverfahren aus den Bezirken mehrerer Amtsgerichte bearbeitet werden. Diese Gerichte erlassen auf Antrag einen sog. Mahnbescheid (frühere Bezeichnung: Zahlungsbefehl). Für das Mahnverfahren ist ein Rechtspfleger zuständig  (§ 20 Abs. 1 Satz 1 RPflG).
Für Mahnverfahren ist grundsätzlich das Amtsgericht am Wohnsitz des Gläubigers ausschließlich zuständig (§ 689 Abs. 2 ZPO). Alle Landesregierungen haben inzwischen jedoch von der Ermächtigung in § 689 Abs. 3 ZPO Gebrauch gemacht, wonach sie „durch Rechtsverordnung Mahnverfahren einem Amtsgericht für die Bezirke mehrerer Amtsgerichte zuweisen“ und sogar über Ländergrenzen hinweg sog. Gemeinsame Mahngerichte einrichten können. 
So wurde zum Beispiel zum 1. November 2005 das Gemeinsame Mahngericht der Bundesländer Hamburg und Mecklenburg-Vorpommern beim Amtsgericht Hamburg und zum 1. Mai 2007 das Amtsgericht Aschersleben, Zweigstelle Staßfurt, als Gemeinsames Zentrales Mahngericht für Sachsen-Anhalt, Sachsen und Thüringen errichtet. Derzeit sind die Zentralen Mahngerichte zu den einzelnen Bundesländern wie folgt eingerichtet:
- In Baden-Württemberg ist das Amtsgericht Stuttgart zentrales Mahngericht.
- In Bayern ist das Amtsgericht Coburg für alle Mahnverfahren zuständig.
- In Berlin und Brandenburg werden die Mahnverfahren aufgrund eines Staatsvertrages seit dem 1. Juli 2006 zentral vom Amtsgericht Wedding, das zuvor schon für Berlin das Zentrale Mahngericht war, als Zentrales Mahngericht Berlin-Brandenburg bearbeitet.
- Im Land Bremen ist das Amtsgericht Bremen zuständig.
- Das Amtsgericht Hamburg-Altona ist zentrales Mahngericht für die Bezirke aller hamburgischen Amtsgerichte und für Mecklenburg-Vorpommern. Es befindet sich im Gebäude des ehemaligen Landgerichts Altona.
- In Hessen ist das zentrale Mahngericht beim Amtsgericht Hünfeld eingerichtet.
- In Niedersachsen ist das zentrale Mahngericht am Amtsgericht Uelzen eingerichtet.
- In Nordrhein-Westfalen werden die Mahnverfahren für die Bezirke der Oberlandesgerichte Hamm und Düsseldorf durch das Amtsgericht Hagen und die für den Bezirk des Oberlandesgerichts Köln durch das Amtsgericht Euskirchen bearbeitet.
- In Rheinland-Pfalz und im Saarland ist durch einen Staatsvertrag das Amtsgericht Mayen, das zuvor bereits zentrales Mahngericht des Landes Rheinland-Pfalz war, als zentrales Mahngericht beider Länder eingerichtet.
- In Sachsen-Anhalt, Thüringen und Sachsen werden Mahnsachen zentral bei der Zweigstelle Staßfurt des Amtsgerichts Aschersleben bearbeitet.
- In Schleswig-Holstein ist das Amtsgericht Schleswig zentrales Mahngericht.

Diese Auflistung stellt die Zuständigkeiten für das nationale Mahnverfahren dar. Darüber hinaus gibt es seit 2008 das Europäische Mahnverfahren. Hier erlässt ein dafür zuständiges Mahngericht einen sogenannten Europäischen Zahlungsbefehl. Zuständig für einen Antragsteller mit Wohnsitz in Deutschland (d. h. unabhängig von dem Bundesland, in welchem er wohnhaft ist) ist dabei das Amtsgericht Wedding.